# Fantastic'Arts 2004
La onzième édition du festival Fantastic'Arts s'est déroulé du 28 janvier au 1er février 2004. La thématique du festival était Les animaux fantastiques. Le film d'ouverture fut Jeepers Creepers 2 et celui de clôture Peter Pan. Pendant le festival, un hommage a été rendu à Christopher Lee. 
La nuit du samedi soir a été consacrée à la série des Evil Dead. Le palmarès a particulièrement récompensé des films asiatiques. C'est la seule fois où une sélection de films d'animation a été proposée. 

## Palmarès
| Prix                                      | Attribué à                                                          | Pays         |
| ----------------------------------------- | ------------------------------------------------------------------- | ------------ |
| Grand prix du festival                    | Deux Sœurs (A Tale of Two Sisters) de Kim Jee-woon                  | Corée du Sud |
| Prix du jury                              | La Mélodie du malheur (The Happiness of Katakuris) de Takashi Miike | Japon        |
| Prix de la critique internationale        | Love Object de Robert Parigi                                        | États-Unis   |
| Prix du jury jeunes                       | Deux Sœurs (A Tale of Two Sisters) de Kim Jee-woon                  | Corée du Sud |
| Prix Première                             | Love Object de Robert Parigi                                        | États-Unis   |
| Prix 13e Rue                              | Deux Sœurs (A Tale of Two Sisters) de Kim Jee-woon                  | Corée du Sud |
| Prix du public Mad Movies - inédits vidéo | My Little Eye de Marc Evans                                         | Royaume-Uni  |
| Grand prix Anim'arts                      | Wonderful Days de Kim Moon-saeng                                    | Corée du Sud |
| Grand prix du court métrage fantastique   | La Collection de Judicaël de Corinne Garfin                         | France       |
| Prix littéraire                           | Immortalis d'Elias Jabre                                            |              |

## Jury

### Long métrage
- Président du jury : Paul Verhoeven
- Jury : Cécile de France, Elsa Zylberstein, Jean Benguigui, Claude Brasseur, Anthony Delon, Michel Delpech, Albert Dupontel et Gérard Krawczyk.

### Court métrage
- Président du jury : Marc Jolivet
- Jury : Mélanie Doutey, Marie Guillard, Lorànt Deutsch, Jean Dujardin, Atmen Kelif, François Levantal

### Film d'animation (Anim'Arts)
- Président du jury : Philippe Dana
- Jury : Santiago Amigorena, Silvio Cadelo, Étienne Chicot, Doc Gyneco, Mia Frye, Julie Gayet

### Auteurs du Salon du Grimoire
- Auteurs présents : Henri Loevenbruck,Jay Elis,Renaud Benoist

## Films en compétition
- Acacia  de hangeul : 아카시아 Park Ki-hyung ( Corée du Sud)
- Deux Sœurs (장화, 홍련, Janghwa, hongryeon) de Kim Jee-woon ( Corée du Sud)
- Jeepers Creepers 2 de Victor Salva ( États-Unis)
- Lost Things de Martin Murphy ( Australie)
- Love Object de Robert Parigi ( États-Unis)
- La Mélodie du malheur (カタクリ家の幸福, Katakuri-ke no kōfuku?)  de Takashi Miike ( Japon)
- Session 9 de Brad Anderson ( États-Unis)
- Sur le seuil d'Éric Tessier ( Canada)

## Compétition Anim'arts
- Mercano, le Martien (Mercano, el marciano) de Juan Antin ( Argentine)
- Patlabor 3: WXIII (WXIII 機動警察パトレイバー, WXIII Kidō keisatsu Patlabor?) de Takuji Endo et Fumihiko Takayama ( Japon)
- Sakura Wars : Film (サクラ大戦 活動写真, Sakura Taisen Katsudō Shashin?) de Mitsuru Hongo ( Japon)
- Tamala 2010 (en) (Tamala 2010: A punk cat in space) de t.o.L ( Japon)
- Wonderful Days de Kim Moon-saeng ( Corée du Sud /  États-Unis)

## Courts métrages en compétition
- Belle ordure de Grégory Morin ( France)
- Debout les frileux de la terre de Christophe Le Borgne ( France)
- Focus de Sébastien Fabioux ( France)
- L’homme sans tête de Juan Solanas ( Argentine,  France)
- La collection de judicaël de Corinne Garfin ( France)
- Le point oméga de Laure Hassan ( France)
- Sous le signe du serpent de Arnaud Gautier ( France)

## Inédits vidéo
- My Little Eye de Marc Evans ( Royaume-Uni /  États-Unis /  France /  Canada)
- Beyond Re-Animator de Brian Yuzna ( Espagne)
- Black Mask 2  (黑俠, Hak hap 2) de Tsui Hark ( Hong Kong /  États-Unis)
- Dracula 2 : Ascension de Patrick Lussier ( États-Unis /  Roumanie)
- Hellraiser 5 (Hellraiser: Inferno) de Scott Derrickson ( États-Unis)
- Resurrection of the Little Match Girl (성냥팔이 소녀의 재림, Sungnyangpali sonyeoui jaerim) de Jang Sun-woo ( Corée du Sud)

## Films hors compétition

### Avant-première
- Peter Pan de P. J. Hogan ( États-Unis), film de clôture

### Séances spéciales
- Horus, Prince du Soleil (Taiyo no oji : Horusu no daiboken) d'Isao Takahata ( Japon)
- Gozu (Gokudô kyôfu dai-gekijô: Gozu) de Takashi Miike ( Japon)
- Double Vision (Shuang tong) de Chen Kuo-fu ( Taïwan /  Hong Kong)
- Spy Kids 3 : Mission 3D (Spy Kids 3-D: Game Over) de Robert Rodriguez ( États-Unis)
- House of the Dead de Uwe Boll ( Allemagne /  Canada /  États-Unis)

#### Nominations
- Spy Kids de Robert Rodriguez ( États-Unis)

### Nuit Evil Dead
- Evil Dead (The Evil Dead) de Sam Raimi
- Evil Dead 2 (Evil Dead 2 : Dead By Dawn) de Sam Raimi
- L'armée des ténèbres - Evil Dead 3 (Evil Dead 3 : Army of Darkness) de Sam Raimi

### Rétrospective "Bestiaire Fantastique"
- King Kong de Merian C. Cooper et Ernest B. Schoedsack (1933)
- La Féline (Cat People) de Jacques Tourneur (1942)
- La Belle et la Bête de Jean Cocteau (1946)
- La Planète des singes (Planet of the Apes) de Franklin J. Schaffner (1967)
- Ladyhawke, la femme de la nuit de Richard Donner (1984)
- La Mouche (The Fly) de David Cronenberg (1986)
- Baxter de Jérôme Boivin (1989)
- Starship Troopers de Paul Verhoeven (1998)

### Hommage àChristopher Lee
- The Wicker Man de Robin Hardy (1974), inédit en France
- L'homme au pistolet d'or (The Man with the golden gun) de Guy Hamilton (1974)
- On l'appelait Milady (The Four Musketeers) de Richard Lester (1975)
- Jinnah de Jamil Dehlavi (1998), inédit
- Le Seigneur des anneaux : La Communauté de l'anneau (The Lord of The Rings: The Fellowship of the Ring) de Peter Jackson (2001)
- Star Wars, épisode II : L'Attaque des clones (Star Wars Episode II: Attack of the Clones) de George Lucas (2001)